# Pareiorhaphis scutula
Pareiorhaphis scutula är en fiskart som beskrevs av Pereira, Vieira och Roberto Esser dos Reis 2010. Pareiorhaphis scutula ingår i släktet Pareiorhaphis och familjen Loricariidae. Inga underarter finns listade i Catalogue of Life.